# Vườn quốc gia Bowling Green Bay
Vườn quốc gia vịnh Bowling Green là một vườn quốc gia ở Queensland, Úc.
Vịnh Bowling Green là một vườn quốc gia ở Queensland, Australia, cách Brisbane 1,103 km về phía tây bắc, và Townsville 28 km về phía nam và cách Ayr 59 km về phía bắc. Đây là Công ước Ramsar được liệt kê. Công viên bảo vệ đa dạng các môi trường sống bao gồm cảnh quan gồ ghề bao quanh núi Elliot và núi Saddle cũng như các cửa sông ven biển giữa mũi Cleveland và mũi Bowling Green.